# تشيري رايموند
تشيري رايموند (بالإنجليزية: Cherry Raymond)‏ هي كاتبة العمود نيوزيلندية، ولدت في 1 يونيو 1925 في نوتنغهام في المملكة المتحدة، وتوفيت في 17 مارس 2006 في أوكلاند في نيوزيلندا.